# FK Grafičar Podgorica
Fudbalski Klub Grafičar Podgorica (Фудбалски Клуб Графичар Подгорица) – czarnogórski klub piłkarski z siedzibą w stolicy Czarnogóry – Podgoricy, z dzielnicy Konik (Stari Aerodrom), działający w latach 1948–2016. 

## Historia
Został utworzony w 1948 roku w Nikšiciu, jako klub pracowników gazety "Pobjeda", a następnie przeniesiony do Podgoricy. Największym rywalem drużyny był klub FK Ribnica Konik. W czasach Jugosławii przez 10 sezonów, w latach 1971/72 - 1977/78 i 1986/87 - 1988/89 "Grafičar" Podgorica występował w rozgrywkach Crnogorskiej ligi (Trećej ligi SFR Јugoslavije). W trakcie sezonu 2016/17 klub wycofał się z rozgrywek Drugiej ligi.

## Stadion
Klub rozgrywał swoje mecze domowe na stadionie Trening kamp FSCG w Podgoricy.

## Sezony
| Sezon      | Liga                                          | Poziom | Miejsce |
| Czarnogóra |                                               |        |         |
| 2006/07    | Treća liga – Srednja regija (grupa centralna) | III    | 6       |
| 2007/08    | Treća liga – Srednja regija (grupa centralna) | III    | 6       |
| 2008/09    | Treća liga – Srednja regija (grupa centralna) | III    | 7       |
| 2009/10    | Treća liga – Srednja regija (grupa centralna) | III    | 8       |
| 2010/11    | Treća liga – Srednja regija (grupa centralna) | III    | 7       |
| 2011/12    | Treća liga – Srednja regija (grupa centralna) | III    | 8       |
| 2012/13    | Treća liga – Srednja regija (grupa centralna) | III    | 7       |
| 2013/14    | Treća liga – Srednja regija (grupa centralna) | III    | 6       |
| 2014/15    | Treća liga – Srednja regija (grupa centralna) | III    | 1       |
| 2015/16    | Druga liga                                    | II     | 7       |
| 2016/17    | Druga liga                                    | II     | 12 *    |

 * FK Grafičar Podgorica wycofał się z rozgrywek Drugiej ligi po 13 kolejkach, a jego wyniki zostały anulowane (drużyna została rozwiązana).

## Sukcesy
- mistrzostwo Trećej crnogorskiej ligi (1): 2015 (awans do Drugiej crnogorskiej ligi, po wygranych barażach).
- mistrzostwo Crnogorskiej regionalnej ligi (IV liga) (4): 1964, 1971, 1978 i 1986 (awanse do Crnogorskiej ligi).
- mistrzostwo Crnogorskiej regionalnej ligi (IV liga) (1): 2004 (brak awansu do Drugiej crnogorskiej ligi (III liga), po przegranych barażach).